# Wawasan
Wawasan is een bestuurslaag in het regentschap Lampung Selatan van de provincie Lampung, Indonesië. Wawasan telt 2604 inwoners (volkstelling 2010).